# Sestav petih velikih ikozaedrov
Sestav petih velikih ikozaedrov je v geometriji sestav uniformnih poliedrov, ki je sestavljen iz petih velikih ikozaedrov z enako razvrstitvijo kot v sestavu petih ikozaedrov.
Trikotniki v tem sestavu se lahko razbijejo na dve orbiti pod akcijo simetrijske grupe. To pomeni, da 40 trikotnikov leži v koplanarnih ravninah, ostalih 60 pa leži v samostojnih ravninah. 